# Mamonas pra Sempre
Mamonas pra Sempre, também conhecido como Mamonas, o Doc, é um documentário brasileiro dirigido por Cláudio Kahns que mostra a trajetória da banda de rock comédia Mamonas Assassinas, desde antes da fama até o auge da carreira em 1995. O documentário foi exibido pela primeira vez numa sessão especial no ginásio Paschoal Thomeu em Guarulhos em 4 de julho de 2009, e foi lançado nos cinemas em 17 de junho de 2011.
O filme, que teve sua estreia oficial no dia 9 de julho de 2009 no festival de Paulínia, usa imagens de arquivo e cenas de bastidores gravadas pelos próprios integrantes dos Mamonas Assassinas, para contar a curta e meteórica carreira da banda. Resgata também cenas do cantor Dinho animando comícios de um candidato a vereador e momentos marcantes da disputa entre Globo e SBT para tê-los em suas programações de domingo.

## Sinopse
A história de Bento, Dinho, Júlio, Samuel e Sérgio, que iniciaram na música através da banda Utopia e atingiram a fama nacional com o grupo Mamonas Assassinas. Uma história de sucesso que chegou ao fim devido a um trágico acidente aéreo, ocorrido em 2 de março de 1996.
| “ | "Optei por fazer um filme com uma narrativa linear, contando a história da forma mais simples possivel, onde uma sequência leva à seguinte, sem um narrador, iniciando a história deles como Utopia. Optei por fazer um filme leve e engraçado, ressaltando a vida e a luta para se estabelecerem enquanto grupo de músicos, que batalharam sua sobrevivência como artistas. E praticamente não tocando no acidente; esse lado trágico não me interessou em absoluto. E as famílias também me solicitaram que não tratasse nisso; portanto aí houve uma coincidência: o importante era a vida, não a morte trágica dos Mamonas." | ” |

## Recepção
Para Lígia Nogueira, do G1, o material inédito do filme é o seu ponto alto, pois satisfaz a curiosidade dos fãs, mas este é ao mesmo tempo um de seus pecados, já que em alguns momentos, a baixa qualidade das imagens compromete o resultado. Eduardo Tardin, do UOL, vai na mesma linha, afirmando que "como não foi originalmente pensado para virar filme, "Mamonas, o Doc" não se propõe a ser uma obra prima do cinema. A qualidade de algumas imagens deixa a desejar, e as animações com caricaturas dos músicos mais distraem dos que divertem."
Marcelo Forlani do Omelete, considerou a produção do filme fraca, devido a falta de cuidado estético. Também criticou as vinhetas do filme. Considerou as imagens de arquivos pessoais o ponto forte do documentário.
Francisco Russo do AdoroCinema diz que o filme não é inovador, e justamente pela simplicidade se saiu bem. Segundo ele, mostrar os Mamonas em estado bruto já o suficiente para o filme ser bom.

## Prêmios e Indicações
| Ano  | Prêmio                                 | Filme               | Indicação                      | Notas                                                     | Resultado | Ref.   |
| ---- | -------------------------------------- | ------------------- | ------------------------------ | --------------------------------------------------------- | --------- | ------ |
| 2012 | 11º Grande Prêmio do Cinema Brasileiro | Mamonas Para Sempre | "Melhor Trilha Sonora"         | Cláudio Kahns é a pessoa que estava concorrendo ao prêmio | Indicado  | [ 10 ] |
| 2012 | 11º Grande Prêmio do Cinema Brasileiro | Mamonas Para Sempre | "Melhor Montagem Documentário" | Buosi, é a pessoa que estava concorrendo ao prêmio        | Indicado  | [ 10 ] |